# Kreuzfidel
Kreuzfidel ist eine Polka française von Johann Strauss Sohn (op. 301). Das Werk wurde am 5. September 1865 in Pawlowsk in Russland erstmals aufgeführt.